# Dragutin Prica
Dragutin Prica (Karl) (24. října 1867 Sveti Juraj – 14. června 1960 Opatija) byl rakousko-uherský a později jugoslávský admirál. Jako absolvent námořní akadmie sloužil u c. k. námořnictva od roku 1885, absolvoval cesty do zámoří a zúčastnil se několika válečných konfliktů. Za první světové války zastával velitelské pozice v Pule a Terstu. Po rozpadu monarchie vstoupil do služeb Království SHS, kde kromě funkcí v námořní administraci zastával také posty u dvora a diplomacii. V letech 1923–1929 byl vrchním velitelem jugoslávského námořnictva a v roce 1925 získal hodnost admirála.

## Životopis

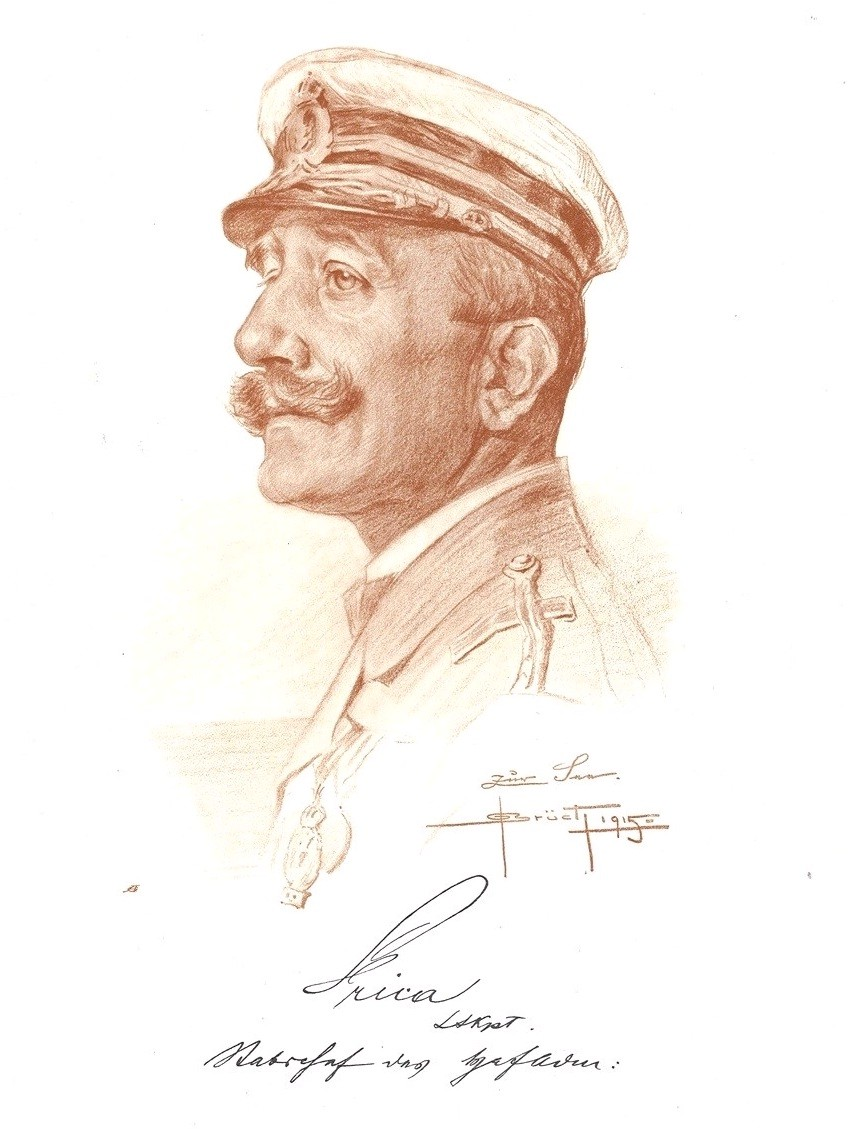
Kapitán Dragutin Prica (1915)

Narodil se v Chorvatsku, jeho otec Maximilian Prica byl důstojníkem c. k. armády. Pokřtěn byl jako Karl, jméno Dragutin začal užívat až po sňatku v roce 1908. Studoval na gymnáziu v Senji a v letech 1881–1885 na C. k. námořní akademii v Rijece. K námořnictvu vstoupil jako kadet v roce 1885 a byl přidělen ke sborovému námořnímu velitelství v Pule. V letech 1885–1886 absolvoval zaoceánskou plavbu na korvetě SMS Donau pod velením kapitána Pogatschnigga. Cesta vedla k břehům jižní Ameriky přes Karibik do New Yorku a přes Atlantik zpět do Evropy. Po návratu vystřídal službu na cvičné lodi SMS Radetzky nebo parníku SMS Taurus, který sloužil jako staniční loď v Istanbulu. V roce 1889 získal hodnost praporčíka a kromě služby na dalších lodích byl důstojníkem námořní pěchoty. V roce 1891 byl přeložen k dunajské říční plavbě v Budapešti, poté byl nižším důstojníkem na torpédových lodích.
Postupoval v hodnostech (poručík II. třídy 1895, poručík I. třídy 1899) a v letech 1899–1900 sloužil na křižníku SMS Kaiserin Elisabeth. Po krátkém působení u Hydrografického úřadu byl v létě 1900 odeslán na Dálný východ, kde byl přidělen ke štábu eskadry během mezinárodních operací proti boxerskému povstání v Číně. V letech 1902–1905 působil jako úředník v námořní sekci na ministerstvu války ve Vídni a v letech 1905–1906 vedl dělostřelecký výcvik na školní lodi SMS Radetzky. V hodnosti korvetního kapitána (1. listopadu 1907) byl prvním důstojníkem na bitevní lodi SMS Monarch (1907–1908).

SMS Prinz Eugen, vlajková loď kapitána Pricy za první světové války (1917)

V letech 1908–1912 byl jako zástupce námořnictva přidělen k vojenské kanceláři císaře Františka Josefa a mezitím byl povýšen na fregatního kapitána (1. listopadu 1910).] Jako velitel křižníku SMS Kaiserin und Königin Maria Theresia se v letech 1912–1913 na Blízkém východě zúčastnil aktivit během balkánských válek a poté byl přednostou vojenského odboru sborového námořního velitelství v Pule (1913–1915). K datu 1. ledna 1913 získal hodnost kapitána řadové lodi a za první světové války byl šéfem štábu pevnostního velitelství v Pule (1915–1917). V květnu 1917 byl jmenován velitelem bitevní lodi SMS Prinz Eugen a v listopadu téhož roku převzal velení námořního okrsku v Terstu, kde byl zároveň pobočníkem admirála Koudelky. K datu 1. května 1918 byl povýšen na kontradmirála a v srpnu téhož roku přeložen do stavu záloh. Po rozpadu monarchie byl k datu 1. ledna 1919 penzionován.

### Admirál jugoslávského námořnictva
Již koncem roku 1918 byl povolán do služeb Národní rady Chorvatů, Srbů a Slovinců a po vzniku Království SHS se stal komisařem pro námořnictvo. Pomáhal organizovat říční dopravu a byl pověřen převzetím rakousko-uherských lodí do jugoslávského námořnictva. Zúčastnil se také několika mezinárodních konferencí a arbitrážních výborů. Od britského admirála Troubridga jako předsedy Evropské dunajské komise převzal v roce 1919 zajatou rakousko-uherskou říční flotilu na Dunaji. 
V letech 1922–1923 byl velitelem v Boce Kotorské. Na jaře 1923 byl přidělen jako doprovod královně Marii na její cestě podél pobřeží Dalmácie a v srpnu 1923 byl jmenován nejvyšším maršálkem královského dvora v Bělehradě. V této funkci měl důležitou ceremoniální úlohu během křtu korunního prince Petra, kdy nesl jeho kolébku. V říjnu 1923 byl povýšen do hodnosti viceadmirála a stal se vrchním velitelem jugoslávského námořnictva (1923–1929). Kromě převzetí bývalých rakousko-uherských a německých lodí (SMS Niobe, později pod názvem Dalmacija) objednával nové lodě ve Francii a Británii, organizoval pobřežní obranu. V roce 1925 získal hodnost admirála a řadou ceremoniálních úkolů byl pověřen jako pobočník a vojenský poradce krále Alexandra I. Mimo jiné byl od doby první světové války přítelem Miklóse Horthyho a byl důležitým činitelem ve vztazích Jugoslávie a Maďarska v meziválečném období. V roce 1929 vykonal na lodi Dalmacija inspekční cestu po Středomoří a téhož roku na vlastní žádost odešel do výslužby. Veřejného života se nadále zúčastnil například jako prezident jugoslávské pobočky mezinárodní organizace Rotary International (1931–1932). 
Zemřel v Opatiji 14. června 1960 ve věku 92 let jako poslední žijící admirál rakousko-uherského námořnictva. Pochován byl na hřbitově v Trsatu v Rijece. 
Od roku 1908 byl ženatý s Minkou (Hermínou) Budisavljevićovou ze staré srbské rodiny. Minka a jejich syn Srdjan, důstojník jugoslávského námořnictva, jsou pohřbeni na hřbitově Mirogoj v Záhřebu v rodové hrobce Budisavljevićů. Díky manželce byl Prica vzdáleně spřízněn s Jovankou Broz, rozenou Budisavljevićovou (1924–2013), manželkou jugoslávského prezidenta Josipa Broze Tita. 

## Řády a vyznamenání
Během služby u námořnictva se stal nositelem několika vysokých ocenění v Rakousku-Uhersku, později v Jugoslávii a několika dalších zemích.. Mimo jiné byl též držitelem čestného občanství v Tivatu a Šibeniku. 

### Rakousko-Uhersko
- Jubilejní pamětní medaile (1898)
- Válečná medaile (1900)
- Vojenský záslužný kříž (1900)
- Vojenský jubilejní kříž (1908)
- Služební odznak pro důstojníky III. třídy (1910)
- Mobilizační kříž (1913)
- Řád železné koruny III. třídy s válečnou dekorací (1915)
- Vyznamenání za zásluhy o Červený kříž s válečnou dekorací (1917)

### Království Jugoslávie
- Řád bílého orla III. třídy
- Řád svatého Sávy I. třídy
- Řád hvězdy Karadjordjevićů III. třídy

### Zahraničí
- Řád svaté Anny III. třídy (1903, Rusko)
- Železný kříž II. třídy (1916, Německo)
- Válečná medaile (1917, Osmanská říše)